# Banc Interamericà de Desenvolupament
El Banc Interamericà de Desenvolupament, oficialment Banco Interamericano de Desarrollo (BID), en castellà, Inter-American Development Bank (IDB) en anglès, Banque interaméricaine de développement en francès i Banco Interamericano de Desenvolvimento en portuguès, és una organització financera internacional amb seu a la ciutat de Washington DC (EUA), creada l'any 1959 amb l'objectiu de finançar projectes de desenvolupament econòmics, socials i institucionals, a més de promoure la integració comercial de l'àrea de l'Amèrica Llatina i el Carib. És la institució financera de desenvolupament regional més gran d'aquest tipus, i el seu origen es remunta a la Conferència Interamericana de 1890.

## Història
En la primera Conferència panamericana, el 1890, va sorgir la idea de desenvolupar una institució per l'Amèrica llatina que unís llaços entre els diferents països. El BID es va convertir en una realitat gràcies a la iniciativa proposada pel president Juscelino Kubitschek del Brasil. El Banc fou creat formalment el 8 d'abril de 1959 quan l'Organització dels Estats Americans va redactar els Articles d'Acord que establien el Banc Interamericà de Desenvolupament.

### Estats membres

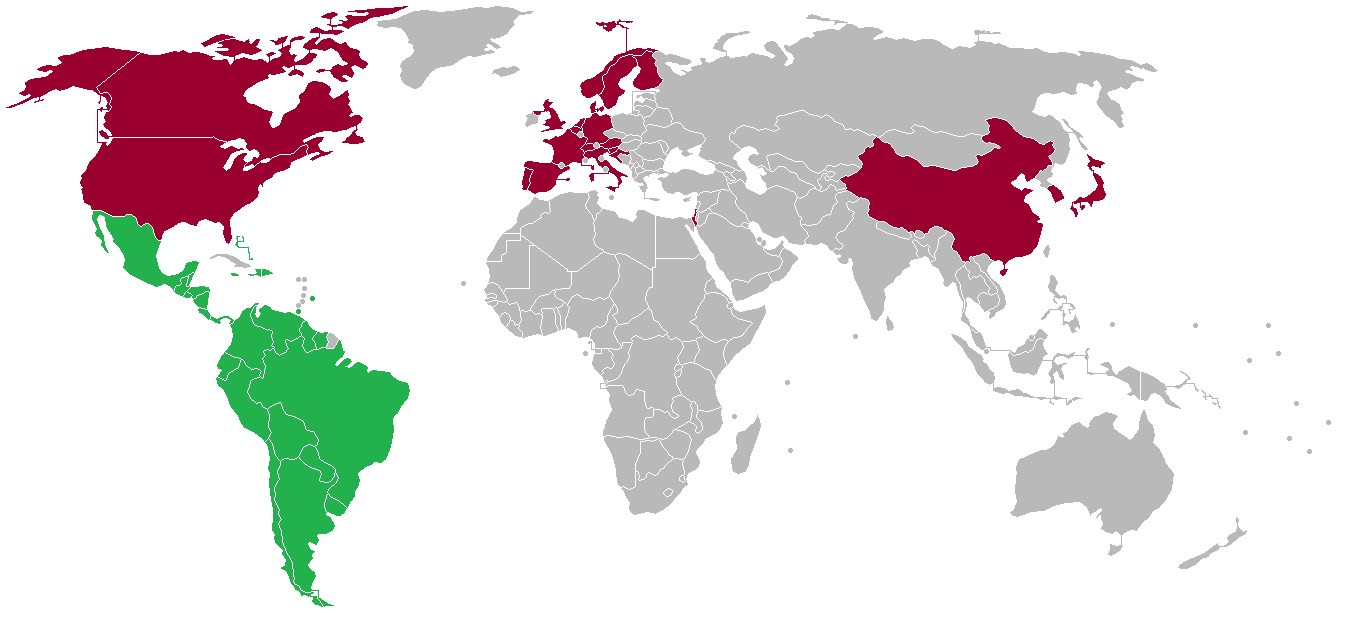
Membres prestataris en verd, no prestataris en vermell

El Banc és propietat de 48 estats sobirans, que en són els socis i membres. Només els 26 països prestataris poden rebre préstecs.
- Prestataris: Argentina, Bahames, Barbados, Belize, Bolívia, Brasil, Colòmbia, Costa Rica, Equador, El Salvador, Guatemala, Guyana, Haití, Hondures, Jamaica, Mèxic, Nicaragua, Panamà, Paraguai, Perú, República Dominicana, Surinam, Trinitat i Tobago, Uruguai, Veneçuela, Xile
- No prestataris: Alemanya, Àustria, Bèlgica, Canadà, Croàcia, Dinamarca, Finlàndia, França, Eslovènia, Espanya, Estats Units, Israel, Itàlia, Japó, Noruega, Països Baixos, Portugal, República de Corea, Suècia, Suïssa, Regne Unit, Xina

### Presidents
| Nom                 | Anys al càrrec |
| ------------------- | -------------- |
| Felipe Herrera      | 1960–1970      |
| Antonio Ortiz Mena  | 1971–1988      |
| Enrique V. Iglesias | 1988–2005      |
| Luis Alberto Moreno | 2005–Present   |

## Activitats
El BID és la font de finançament més gran de l'Amèrica llatina i la regió del Carib. El Banc realitza préstecs als governs dels seus països prestataris a una ràtio d'interès estàndard, i té un estatus de creditor preferent, que vol dir que els països prestataris pagaran abans els seus deutes amb el BID que no pas d'altres obligacions financeres que tinguin, per exemple, amb bancs comercials.

### Govern
El BID és dirigit per una Junta de Governadors formada per 48 membre, que es reuneixen regularment una vegada a l'any. El març de 2010, reunits a Cancún (Mèxic), la Junta de Governadors del Bank va decidir un increment de capital de $70 mil milions de dòlars, així com una condonació total del deute d'Haití, el país membre més pobre, devastat poc abans per un terratrèmol que va destruir-ne la capital, Port-au-Prince.
Els països en vies de desenvolupament que demanen diners al BID són els accionistes majoritaris, de manera que controlen la major part dels cossos decisors del Banc. El poder de vot de cada membre es mesura mitjançant el percentatge d'accions que té del Banc. Els Estats Units posseeixen el 30% del Banc, mentre que els països de l'Amèrica llatina, conjuntament, tenen el 50,02% de les participacions, però amb el 20% pertanyent a Europa, els Estats Units poden vetar decisions.